# Школа Чикагского института искусств
Школа Чикагского института искусств (англ. School of the Art Institute of Chicago, сокр. SAIC) — американская художественная школа при Чикагском институте искусств.
Является частным учебным заведением, история которого с 1866 года — со времени основания Чикагского института искусств. Школа была аккредитована в 1936 году Комиссией по высшему образованию. В 1944 году стала членом Национальной ассоциации школ искусства и дизайна, с 1991 года — членом Ассоциации независимых колледжей искусства и дизайна. Кроме этого, она аккредитована Национальным архитектурным аккредитационным советом.

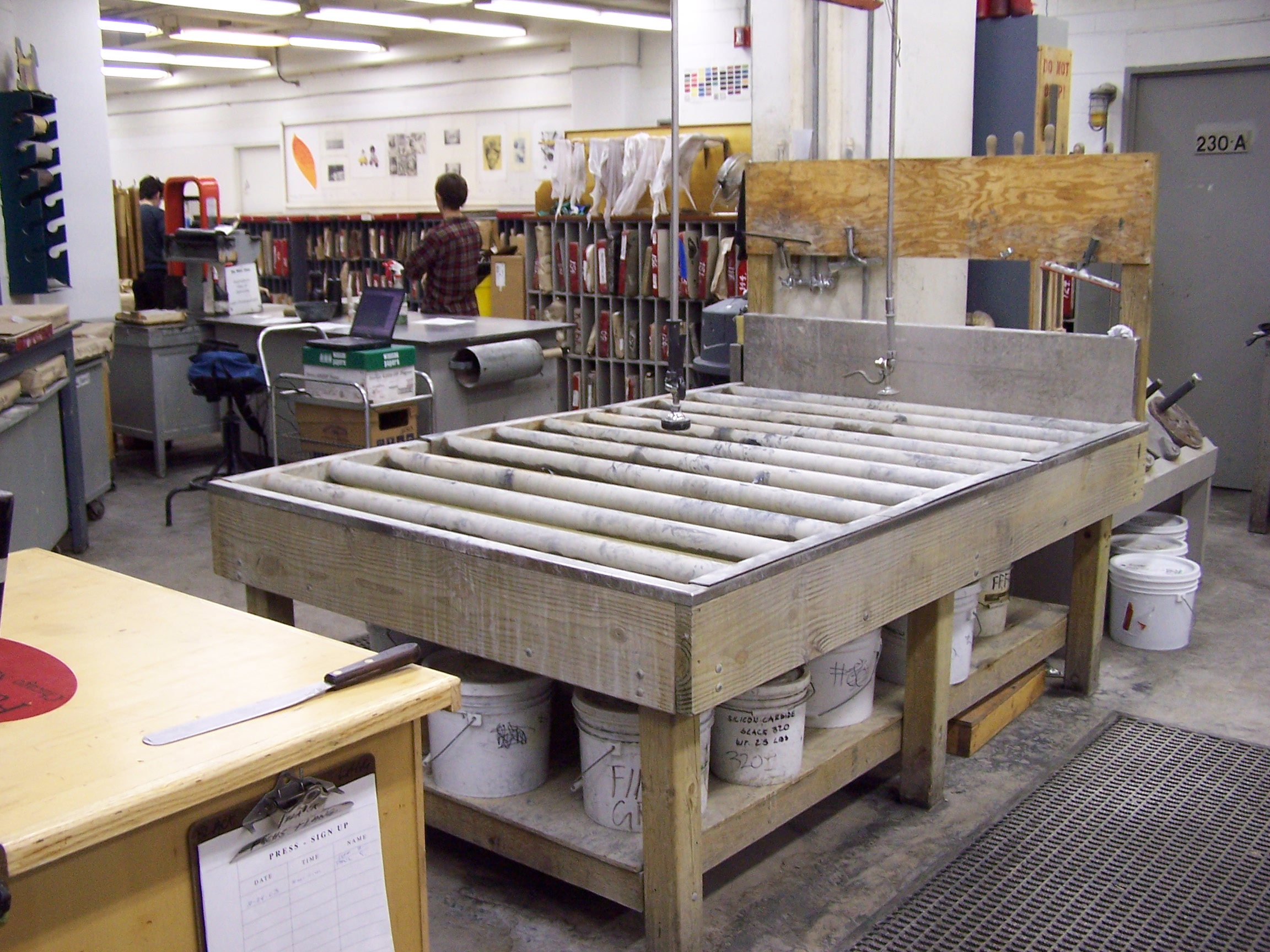
Printmaking Department

Кампус школы Чикагского института искусств имеет семь зданий, расположенных в непосредственной близости от самого института. Школа находится в равном партнерстве с институтом и совместно использует многие административные ресурсы и людские ресурсы. Также школа владеет дополнительными зданиями по всему Чикаго, которые используются в качестве студенческих галерей или аудиторий. Имеются три общежития.
Нынешний президент школы — Элисса Тенни, в прошлом была её ректором.